# Rajasa-dynastie
De Rajasa-dynastie regeerde in de 14e eeuw over Singhasari en Majapahit, twee koninkrijken op Java.

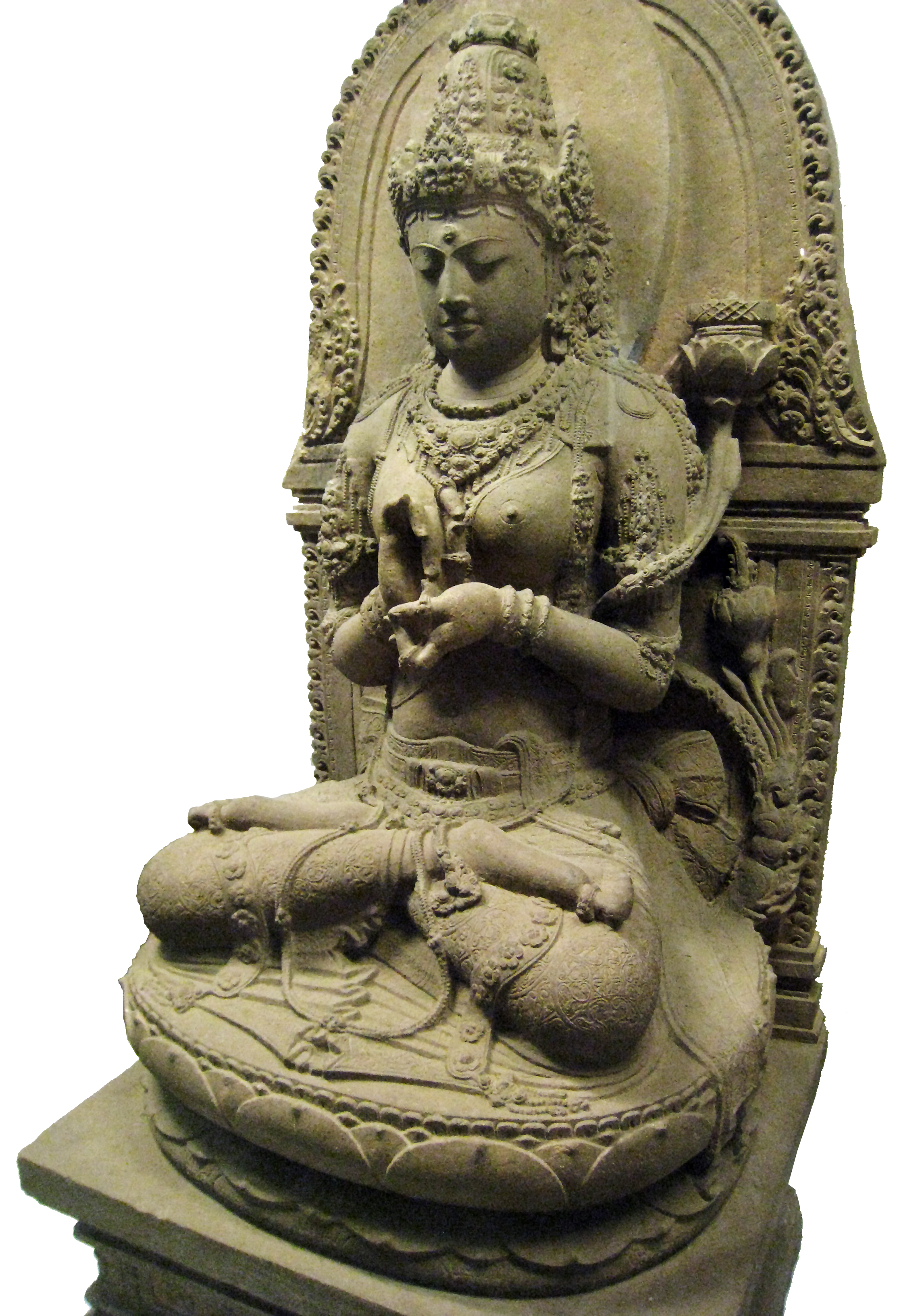
Dit serene Prajnaparamita-beeld dat vlak bij een tempel in Singhasari werd gevonden stelt volgens sommigen Ken Dedes voor, de vrouw van Ken Arok en stammoeder van de Rajasa.

## De vijf vorsten van Singhasari
- Ken Arok, ook Rajasa genoemd (1222–1227)
- Anusapati (1227–1248)
- Panji Tohjaya (1248)
- Vishnuvardhana (1248–1268)
- Kartanegara (1268–1292)

## De koningen en keizers van Majahapit
In de vrouwelijke lijn stammen deze heersers af van Ken Arok en Kartanegara.
1. Raden Wijaya, ook Kertarajasa Jayawardhana genoemd (1294–1309)
2. Kalagamet, ook Jayanagara genoemd  (1309–1328)
3. Sri Gitarja, ook Tribhuwana Wijayatunggadewi genoemd  (1328–1350)
4. Hayam Wuruk, ook Sri Rajasanagara genoemd  (1350–1389)
5. Vikramavardhana (1389–1429)
6. Suhita (1429–1447)
7. Kertawijaya regeerde als Brawijaya I (1447–1451)
8. Rajasawardhana, geboren als Bhre Pamotan regeerde als Brawijaya II (1451–1453)
9. Interregnum (1453-1456)
10. Bhre Wengker, ook wel Poerwawisesa of Girishawardhana genoemd, regeerde als Brawijaya III (1456–1466)
11. Singhawikramawardhana, Pandanalas, of Soeraprabhawa genoemd, regeerde als Brawijaya IV (1466-1468 of 1478)
12. Kertabumi van Majahapit, regeerde als Brawijaya V (1468–1478)
13. Girindrawardhana, regeerde als Brawijaya VI (1478–1498)